# HD 15152
HD 15152，又名BD+26 409，SAO 75370、HR 711，是一颗恒星，视星等为6.18，位于銀經147.91，銀緯-31.18，其B1900.0坐标为赤經2h 21m 20.3s，赤緯+26° -31.18′ 54″。